# CD79a

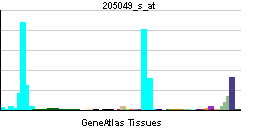
Pattern di espressione ad RNA di CD79a

Il complesso alfa-immunoglobulina associato, noto anche con l'acronimo CD79a (cluster di differenziazione 79A), è una sequenza genica umana associata all'agammaglobulinemia-3.
Il recettore per l'antigene dei linfociti B risulta costituito da un complesso multimerico il quale include il complesso di riconoscimento antigene-specifico di superficie (posizionato sulla membrana cellulare) delle immunoglobuline (Ig); Ed il complesso di superficie delle Ig non-covalenti associati ad altre due proteine: le Ig-alfa (IgA) e le Ig-beta (IgB), le quali sono necessarie per l'espressione ed il funzionamento del recettore per l'antigene delle cellule B. Questo gene (CD79a) codifica per la proteina alfa-Ig appartenente alla componente antigenica delle cellule B. Le isoforme di tale recettore ottenute tramite splicing alternativo della sequenza di trascrizione permettono la codifica di diverse varianti di tale recettore.

## Interazioni
Diversi studi hanno dismostrato che il CD79a è in grado di interagire con le cellule B linker e con le Alpha-1-microglobulin/bikunin.